# Haloragis odontocarpa
Haloragis odontocarpa är en slingeväxtart som beskrevs av F. Müll.. Haloragis odontocarpa ingår i släktet Haloragis och familjen slingeväxter. Inga underarter finns listade i Catalogue of Life.